# Rudolf Lochner
Rudolf Lochner   (Berchtesgaden, 29 de març de 1953), conegut com a Rudi Lochner, és un pilot de bob alemany, ja retirat, que va competir entre les dècades de 1980 i 2000.
El 1992 va prendre part en els Jocs Olímpics d'Hivern d'Albertville. Fent parella amb Markus Zimmermann guanyà la medalla de plata en la cursa de bobs a dos del programa de bobsleigh. Dos anys més tard, als Jocs de Lillehammer, fou quart en la mateixa cursa del bobs a dos del programa de bobsleigh.
En el seu palmarès també destaca una medalla d'or al Campionat del món de bob de 1991 i una de bronze al Campionat d'Europa de bob de 1989. A nivell nacional guanyà el campionat alemany de bobs a 2 de 1990.